# Bygdøy

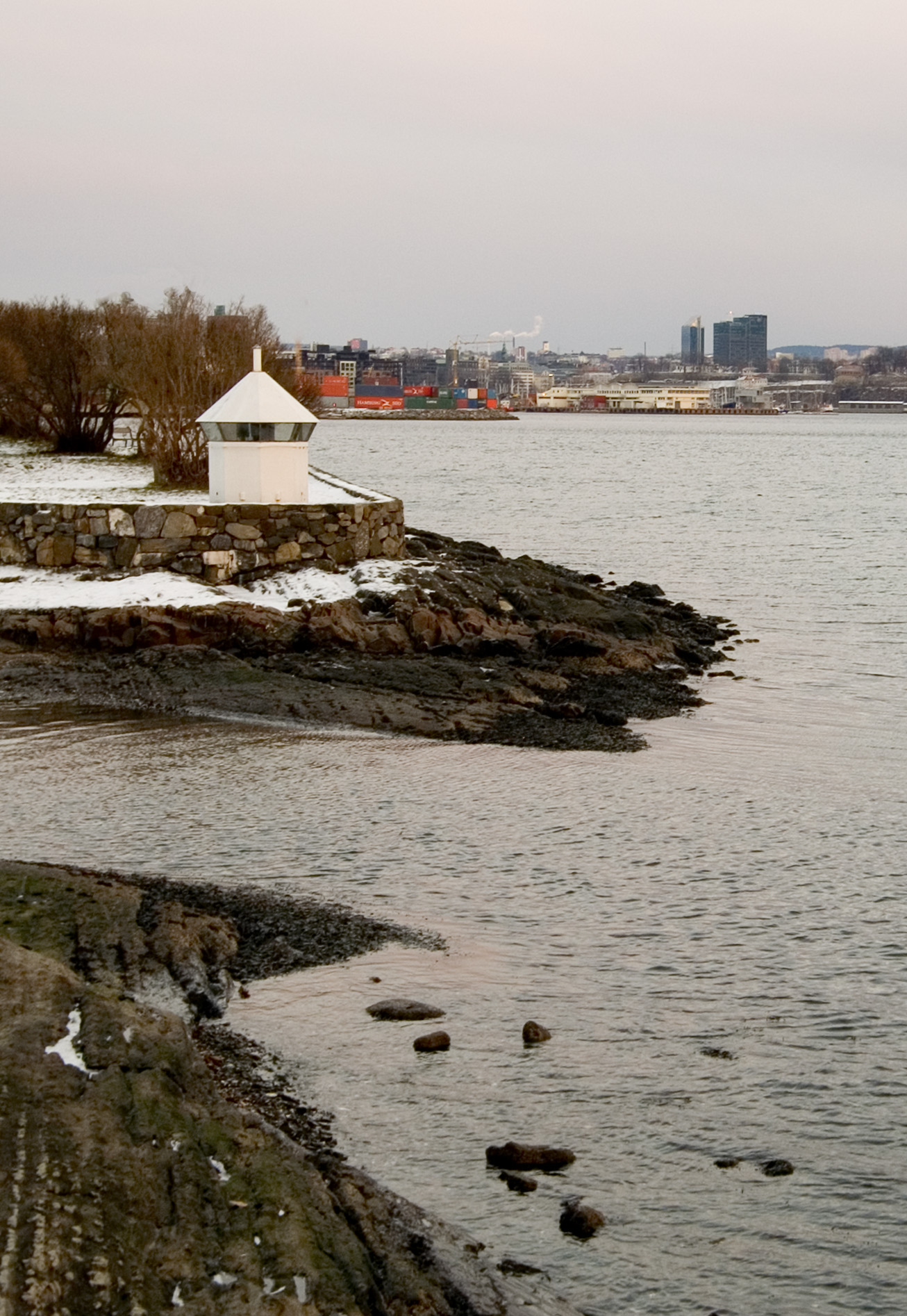
Bygdøy

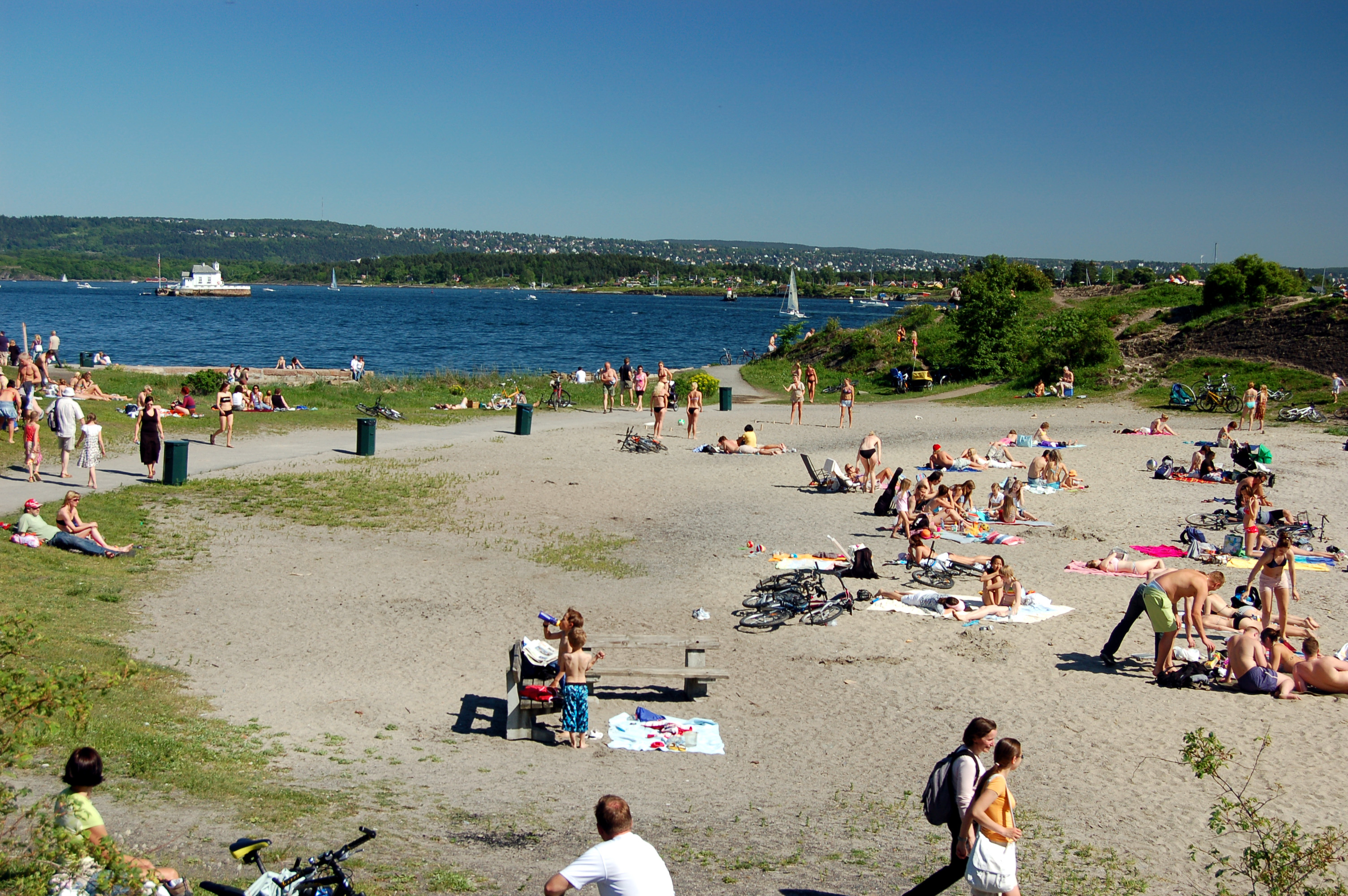
A praia de Huk

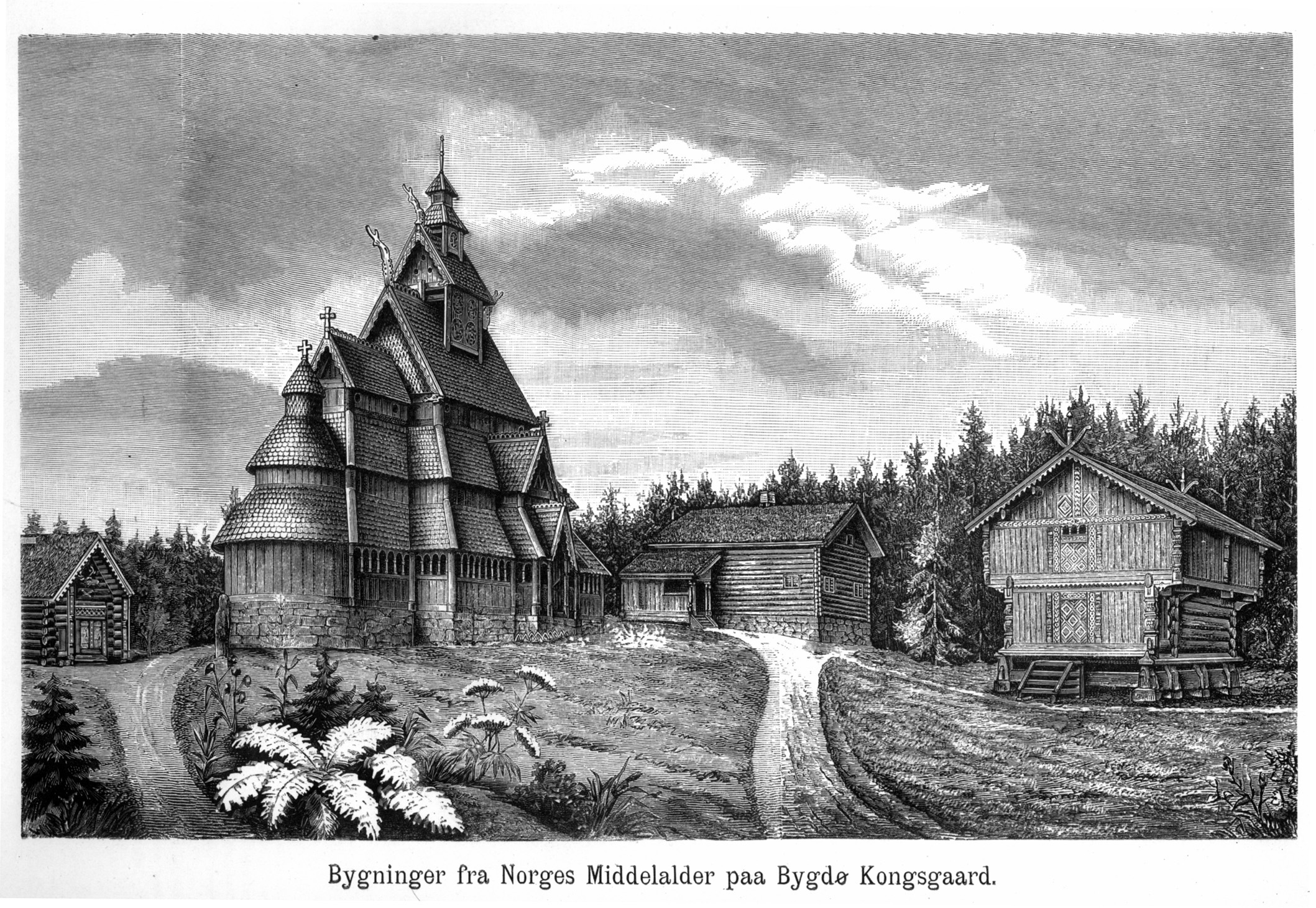
O museu ao ar livre em 1888

Bygdøy ou Bygdø (até 1877 chamada Ladegaardsøen) é uma península situada na parte ocidental de Oslo.
Bygdøy é sobretudo uma zona residencial, mas possui uma área extensa de florestas e parques, sendo conhecida pela sua flora variada. Tornou-se, desde o século XIX, uma zona popular de passeios ao ar livre, sobretudo no Verão, devido às boas condições que oferece para caminhadas e às diversas praias que possui. Huk é uma dessas praias, com uma zona normal e outra dedicada ao nudismo. 
A propriedade do rei Bygdøy Kongsgård e o palácio de Oscarshall também se encontram na península. Bygdøy alberga ainda diversos museus, tais como o Vikingskipshuset, o Kontiki-museet e o Frammuseet, entre outros.
Em 1885, havia apenas 111 casas em Bygdøy. A maior parte dos jardins de grande dimensão que existiam outrora foram divididos em lotes de terra mais pequenos, para construção de habitações. Grandes partes da zona encontram-se, contudo, protegidas, tais como a floresta e as propriedades do rei.

## História
Até cerca de 1800, Bygdøy era uma ilha. Mas, a alteração do nível das águas do mar e assoreamentos, acabaram por ligá-la ao continente. 
A antiga ilha pertencia à Ordem de Cister, mas acabou por ser integrada na coroa norueguesa durante a reforma. Os monges desenvolveram actividades agrícolas e piscatórias, tendo a propriedade recebido o nome de ladegård (ou ladegaard, na ortografia antiga, significando, em Norueguês, celeiro), tornando-se a fonte principal de comida da Fortaleza de Akershus. Assim se explica a origem do nome antigo da península. O rei utilizou também a rica natureza local como zona de caça, tendo Cristiano IV chegado a construir um pequeno palácio de caça. Foi o início da propriedade real que é hoje conhecida como Bygdøy Kongsgård. A construção do edifício principal da propriedade foi iniciada em 1733, como residência de Verão do ministro Christian Rantzau. O rei Cristiano VIII passou lá o Verão de 1814, após ter abdicado. Os reis Haquino VII e Olavo V usaram a casa como residência de Verão.
Em 1775, foi cedida uma parte do terreno, mas o rei Carlos XIV João acabaria por comprá-la novamente em 1837. Este apreciava verdadeiramente Bygdøy e planeava que fosse o prolongamento do jardim do palácio real. O rei Óscar I construiu o palácio Oscarshall no período compreendido entre 1847-1852. Seu avô, Óscar II mandou construir um conjunto de casas conhecido como Kongevillaene, junto à floresta real Kongeskogen, perto da praia de Huk e usou a vivenda Villa Victoria como residência de Verão. 
Na propriedade real, foi inaugurado em 1881 o primeiro museu ao ar livre do mundo, que iria dar uma perspectiva geral da história da construção de casas na Noruega, com a ajuda de 8-10 casas transferidas do seu local de origem. Apenas 5 casas foram completadas, com a igreja de madeira de Gol como ponto fulcral. Em 1907, foi inaugurado o museu de folclore norueguês.
O parlamento norueguês decretou entre 1862 e 1863 que a propriedade real ficaria para sempre à disposição da família real. O resto da zona tornou-se uma área livre, para ser desfrutada por toda a população.